# Czerwonak (wieś)

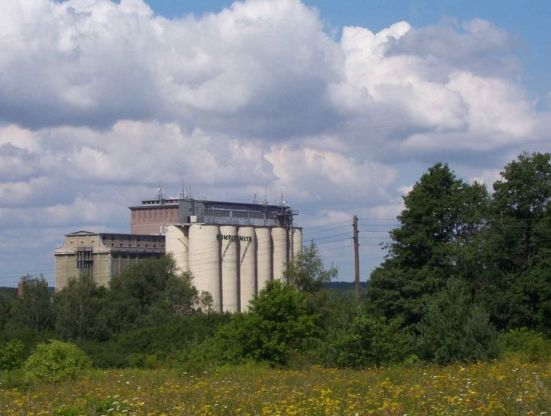
Elewator zbożowy w Czerwonaku

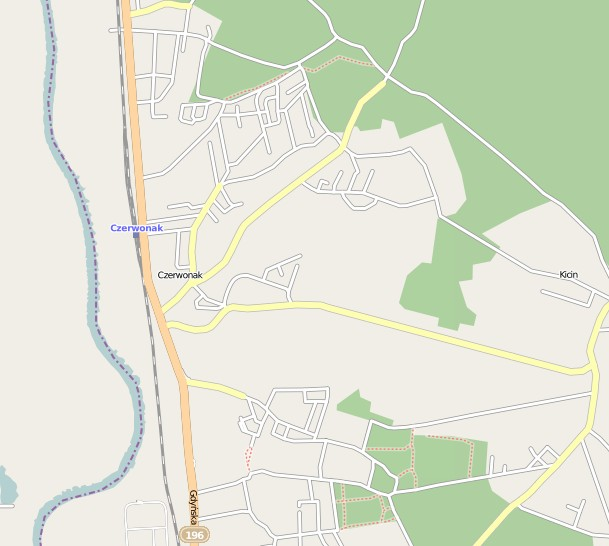
Plan Czerwonaka

Czerwonak (hist. Czerwony Młyn, 1943-1945 niem. Rotental) – wieś gminna położona na północny wschód od Poznania na terenie powiatu poznańskiego w województwie wielkopolskim przy drodze wojewódzkiej nr 196. Siedziba gminy Czerwonak.
Istniejący tu młyn, własność prepozyta kapituły katedralnej poznańskiej, pod koniec XVI wieku leżał w powiecie poznańskim  województwa poznańskiego.
W latach 1954–1972 wieś należała i była siedzibą władz gromady Czerwonak. W latach 1975–1998 miejscowość administracyjnie należała do województwa poznańskiego.

## Historia

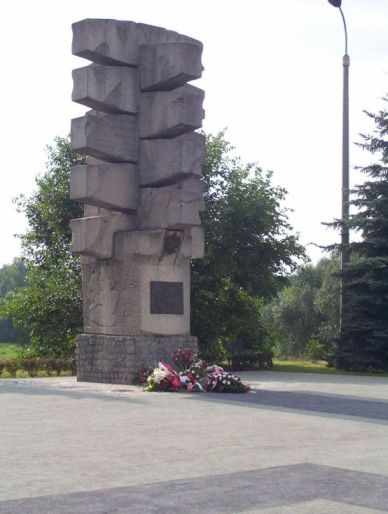
Pomnik Poległych Milicjantów, 1984 (2008)

Nazwa wsi pochodzi prawdopodobnie od czerwca polskiego, owada hodowanego na stokach Dziewiczej Góry przez cysterki z Owińsk dla uzyskania czerwonego barwnika. Według innej teorii nazwa ma związek z Czerwonym Młynem, położonym niegdyś w dolinie Warty.
W 1545 proboszcz katedry poznańskiej sprowadził do Czerwonaka papiernika, któremu polecił w miejscu istniejącego młyna założyć papiernię. Była to jedna z dwóch istniejących wówczas papierni w Wielkopolsce. W 1860 w Czerwonaku uwłaszczono chłopów, akty własności nadano 12 gospodarzom. W 1880 wieś liczyła: 21 domów, 224 mieszkańców. Uruchomienie na początku XX w. odcinka kolei biegnącego przez Czerwonak dało początek rozwojowi przemysłu. W okresie międzywojennym powstały tu: młyn parowo-turbinowy, karczma, piekarnia, sklep kolonialny, restauracja, piwiarnia, rzeźnictwo.
Podczas I wojny światowej Niemcy w Dziewiczej Górze postawili baraki, w których przetrzymywali rosyjskich jeńców. Po wojnie wybudowano tam dwa domki wypoczynkowe – baraki usunięto. Stacjonowała także na Dziewiczej Górze gajówka.
Od końca I wojny światowej wieś znajdowała się ponownie w granicach Polski. W latach 1913–1939 sołtysem Czerwonaka był zasłużony działacz społeczny, pionier budowy szkoły, kościoła oraz „Sokolni” – Józef Krause. Na przełomie lat 1931/32 powstała w Czerwonaku gmina z obwodem 12 wiosek.
W czasach zaboru pruskiego wieś nie posiadała niemieckiej nazwy, dlatego podczas okupacji niemieckiej nazwa Czerwonak w 1943 została przez nazistowskich propagandystów niemieckich (w ramach szerokiej akcji odpolszczania nazw niemieckiego lebensraumu) zweryfikowana jako zbyt polska i przemianowana na bardziej niemiecką – Rotental.
Później powstawały kolejno: fabryka lin drucianych i konopnych (którą w krótkim czasie zaliczono do najlepszych z tej branży w całym kraju), fabryka papieru (w której niszczono, w okresie okupacji hitlerowskiej, polskie książki i dokumenty; w 1998 r. fabrykę kupił syn niemieckiego właściciela fabryki sprzed 1945 r.), tartak i fabryka papy dachowej.
W latach 30. XX w. zadbano o edukację i bezpieczeństwo mieszkańców. Powstała wówczas Szkoła Podstawowa i Ochotnicza Straż Pożarna, a na gruncie podarowanym przez gospodarza Józefa Krause Polskie Towarzystwo Gimnastyczne „Sokół” wybudowało swoją siedzibę. Kolejną szkołę mieszkańcy Czerwonaka zyskali w 1973 przy ul. Rolnej 1. Była to Zbiorcza Szkoła Gminna, która otrzymała najnowocześniejsze wyposażenie potrzebne do nowego stylu nauczania. W czasie hitlerowskiej okupacji, w Szkole Podstawowej w Czerwonaku stacjonował Wehrmacht oraz oddziały Hitlerjugend. W roku 1944 w czerwonackich fabrykach Niemcy zdemontowali wszystkie maszyny, i zamienili je w fabryki broni – wyrabiano części karabinów samolotowych, w fabryce papy ostrzono świdry i części do maszyn. W latach 1942–44 istniało w Czerwonaku koło sympatyków komunizmu liczące 5 członków.
W dniach 23-25 stycznia 1945 wojska radzieckie pod dowództwem kapitana Iwana Urukowa przeprawiły się wpław przez Wartę z Czerwonaka w rejon ujścia Różanego Potoku, tworząc przyczółek na lewym brzegu rzeki (broń transportowano na wyrwanych drzwiach od stodoły). 25 stycznia saperzy przygotowali około sto tratew, na których przeprawiono o świcie trzy bataliony piechoty, a dodatkowo jeszcze dwa w rejonie stacji kolejowej.
W latach 1973–79 na skarpie, na miejscu spalonego drewnianego kościoła zbudowano nową świątynię pw. Niepokalanego Serca NMP. 
Poprzedni kościół drewniany został zbudowany z baraków ofiarowanych przez Ludowe Wojsko Polskie. Autorem projektu nowej świątyni był architekt Aleksander Holas, a proboszczem w owym czasie ks. kanonik Zbigniew Spachacz. 
W latach osiemdziesiątych, we wschodniej części wsi Czerwonak, na skarpie pod Puszczą Zielonką, przy trasie Poznań – Wągrowiec wybudowano Osiedle 40-lecia PRL (od 2017 osiedle Przylesie), które sąsiaduje z pięcioma budynkami zakładowymi przy ul. Słonecznej.

## Elewator
Charakterystyczny element panoramy Czerwonaka to zespół elewatorów zbożowych w północnej części miejscowości. Pierwsza część zespołu powstała w 1955. W latach 70. XX w. założenie uzupełniono o żelbetowe silosy przystosowane także do odbioru zboża z barek rzecznych. Za elewatorem znajduje się nieczynny port na rzece Warcie oraz młyn do mielenia ziarna. Wizerunek koła młyńskiego znalazł się w herbie Czerwonaka. W latach 1960–1961 z materiałów rozbiórkowych części zabudowań gospodarczych elewatora zbudowano szkołę podstawową nr 2 w Czerwonaku (Miękówko). Elewator dysponuje bocznicą kolejową.
Obecnie spichrze należą do firmy Komplexmłyn z Wągrowca.